# Dubîșce, Krasîliv
Dubîșce (în ucraineană Дубище) este un sat în comuna Volîțea din raionul Krasîliv, regiunea Hmelnîțkîi, Ucraina.

## Demografie
Componența lingvistică a localității Dubîșce
     Ucraineană (99,14%)
     Alte limbi (0,86%)
Conform recensământului din 2001, majoritatea populației localității Dubîșce era vorbitoare de ucraineană (99,14%), existând în minoritate și vorbitori de alte limbi.